# Eucharis sanderi
Eucharis sanderi är en amaryllisväxtart som beskrevs av John Gilbert Baker. Eucharis sanderi ingår i släktet Eucharis och familjen amaryllisväxter. Inga underarter finns listade i Catalogue of Life.